# 十一角星
十一角星，又稱十一芒星，是指一種有十一隻尖角，並以十一條直線畫成的星星圖形。

## 幾何學
在幾何學中，十一角星是邊自我相交的十一邊形。
十一角星有四種，其施萊夫利符號為{11/2}、{11/3}、{11/4}、{11/5}，與所述第二數字差別在繪製十一角星時頂點間隔數。這四種十一角星在數學上可當作星形多邊形，以及正十一邊形。
| {11/2} | {11/3} | {11/4} | {11/5} |

## 構造
如同所有的奇數正多邊形和星形多邊形，若非費馬素數或其乘積則，不可用尺規作圖奇數正多邊形
希爾頓＆彼得森在1986年的論文內利用折疊紙條的方式，描述{11/3}、{11/4}、{11/5}的十一角星結構。

## 應用
{11/3}和{11/4}的十一角星棱鏡可組成近似於DNA分子形狀。

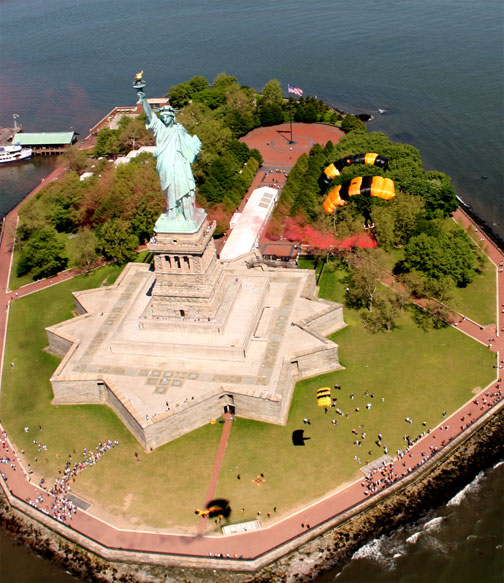
自由女神像的底座為十一角星的星形要塞。

美國紐約自由女神像的底座，其形狀為十一角星的星形要塞。
伊斯蘭藝術托普卡匹卷軸內含有十一角星形的綺理圖案。這些十一角星形的綺理圖案並非是正十一角星形，而是在十一邊形每個點連接到相對應線的中點。
太空梭固體助推器的推進劑在前發動機段橫截面形狀為十一角星形，該設計增加了推進器的表面積，提升更大推力，以及減慢當推進器至最大速時的燃燒速率，以及降低推力，避免推進速度超過超音速而產生音障現象。

## 外部連結
- 埃里克·韦斯坦因. . MathWorld.